# Herausgebergemeinschaft Wertpapier-Mitteilungen, Keppler, Lehmann
Die Herausgebergemeinschaft Wertpapier-Mitteilungen, Keppler, Lehmann GmbH & Co. KG (WM Gruppe) ist ein deutsches Medienunternehmen mit dem Hauptsitz in Frankfurt am Main.
Die Gruppe gliedert sich in zwei Profit-Center:
- Börsen-Zeitung
- WM Datenservice

Die Börsen-Zeitung ist die einzige ausschließlich auf den Finanzsektor ausgerichtete Tageszeitung Deutschlands.
WM Datenservice ist für die Vergabe der deutschen Wertpapierkennnummer (WKN) zuständig sowie als National Numbering Agency für die Vergabe der International Security Identification Number (ISIN) deutscher Emittenten, des CFI (Classification of Financial Instruments – ISO 10962) und des FISN (Financial Instrument Short Name – ISO 18774) für alle Arten von Finanzinstrumenten. WM Datenservice ist seit 2014 offiziell durch die GLEIF als internationale Vergabestelle für den Legal Entity Identifier akkreditiert.
Darüber hinaus ist WM Datenservice ein Informationsdienstleister und Finanzdatenlieferant für die internationale Finanzwirtschaft. Diese Finanzdaten werden online über die Webseite des Unternehmens und als Datenfeed bereitgestellt.
BZ live bietet seit 1985 Seminare, Konferenzen, Lehrgänge, Events, Inhouse-Trainings und Workshops zu Bank- und Kapitalmarktfragen an.

## Belege
1. ↑  http://www.wmgruppe.de/start_detail_hist_b.php?id=3&link=3
2. ↑  Startseite | Abschnitt: Wieso WM LEIPORTAL? Abgerufen am 8. September 2023.